# 热马普战役
热马普战役（法語：Bataille de Jemappes）發生於1792年11月6日，是法國大革命戰爭中一場在比利時蒙斯附近的热马普的戰役，這是新生的法蘭西共和國的一次重大勝利，大量沒有經驗的志願軍在此擊敗了規模小得多的奧軍，建立他們的士氣與信心。
法國革命軍在夏尔·迪穆里埃將軍的指揮下迎戰泰申公爵阿尔贝特率領的帝國軍隊。仗著人數眾多的優勢，迪穆里埃發動一連串針對山脊上奧軍陣型激昂卻不協調的攻擊，經過兩方多次交戰，帝國統帥泰申公爵認為擊敗法軍已不可能，因此下令撤出戰場。
迪穆里埃希望挾著該役戰勝的餘威進攻奧屬尼德蘭，但之後下溫登戰役的失敗迫使迪穆里埃撤退，直到1794年夏天法國才完全佔領奧屬尼德蘭。